# Metencephalon

Schema zur Embryogenese des Gehirns von Wirbeltieren:
– aus dem vorderen Neuralrohr entstehen zunächst drei Hirnbläschen (Prosencephalon, Mesencephalon, Rhombencephalon; auf der linken Bildhälfte dargestellt).
– anschließend differenziert das Rhombencephalon (Rautenhirn) in Metencephalon und Myelencephalon (rechte Bildhälfte). Danach differenziert das Metencephalon weiter mit Entwicklung des Kleinhirns aus den rostralen Rautenlippen der Flügelplatte (nicht illustriert).

Das Metencephalon oder Hinterhirn ist ein Teil des Rhombencephalons (Rautenhirn) und besteht aus der Brücke (Pons) und dem Kleinhirn (Cerebellum).

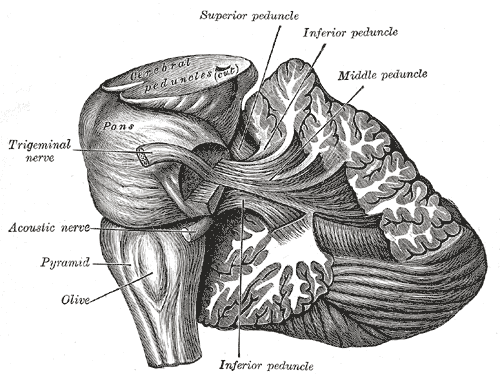
Ansicht des Hirnstamms beim Menschen mit Brücke und Kleinhirn

Der Pons wird in die Brückenbasis (Pars basilaris pontis) und die ihr anliegende Brückenhaube (Tegmentum pontis) gegliedert. Diese reicht bis an die Rautengrube, den Boden des vierten Hirnventrikels (Ventriculus quartus), der nach hinten (bzw. oben) vom Kleinhirn begrenzt wird.
Das Kleinhirn schließt dorsal (rückenseits) an den Pons. Es kann auch als Dach (Tectum) des Metencephalons angesehen werden. Die Graue Substanz des Kleinhirns gliedert sich innenliegend in Kerngebiete und außenliegend in Regionen seiner Rinde (Cortex cerebelli).
Im Metencephalon liegen unter anderem folgende Kerne
im Pons (Brücke):

Die motorischen Hirnnervenkerne (Nuclei motorii) des 5. (N. trigeminus), 6. (N. abducens) und 7. (N. facialis) (Nucleus nervi facialis) liegen in der Brückenhaube des Pons

- in der Brückenbasis (Pars basilaris)
  - Nuclei pontis (Brückenkerne) – Umschaltstationen insbesondere für die Bahnen zwischen Arealen der Großhirnrinde und der Kleinhirnrinde
- in der Brückenhaube (Tegmentum)
  - Nuclei motorii – Kerne für die motorischen Anteile der 5., 6. und 7. Hirnnerven
  - Nucleus sensibilis pontinus – Kern für sensible Fasern des 5. Hirnnerven
  - Nuclei vestibulares (Vestibulariskerne) – erste Umschaltung des Nervus vestibularis von den Gleichgewichtsorganen, bei einigen Säugetieren im Nachhirn gelegen[3]
  - Nuclei cochleares (Schneckenkerne) – erste Umschaltung der Hörbahn, bei einigen Säugetieren im Nachhirn[3]

im Cerebellum (Kleinhirn):
- im Marklager des Kleinhirns
  - Nucleus dentatus – mit Verbindung zu Thalamuskernen und Nucleus ruber
  - Nucleus emboliformis – mit Verbindung zu Nucleus ruber und Thalamus
  - Nucleus globosus – mit Verbindung vornehmlich zum Nucleus ruber
  - Nucleus fastigii – mit Verbindung zu Gleichgewichtskernen